# NGC 6772
NGC 6772 is een planetaire nevel in het sterrenbeeld Arend. Het hemelobject werd op 21 juli 1784 ontdekt door de Duits-Britse astronoom William Herschel.

## Synoniemen
- PK 33-6.1